# Белоглазов, Иннокентий Николаевич
Белоглазов, Иннокентий Николаевич (29 мая 1934, Иркутск, РСФСР — 2 марта 2016, Москва) — известный русский учёный в области навигации и управления движением ЛА, создатель научной школы разработки корреляционно-экстремальных систем навигации и наведения летательных аппаратов по геофизическим полям, ученик акад. А. А. Красовского. Полковник, Лауреат Государственной премии РФ (1993), академик РАЕН, Академии навигации и управления движением, доктор технических наук (1971), профессор (1985), Почётный профессор ВВИА имени профессора Н. Е. Жуковского (1989), Заслуженный деятель науки и техники РФ (1993)
.

## Биография
Родился в г. Иркутске 29 мая 1934 года.
В 1958 г. с отличием окончил ВВИА им. проф. Н. Е. Жуковского и был оставлен при Академии для дальнейшей службы, где прошёл должности старшего инженера НИЛ, преподавателя, старшего научного сотрудника НИЛ, старшего преподавателя, начальника кафедры. В 1970 окончил МГУ им. М. В. Ломоносова (г.). В Вооружённых Силах служил с 1952 по 1994 г. После увольнения из Вооружённых Сил — профессор академии.

## Научная деятельность

### Основные направления исследований
С 1960-х гг. занимался вопросами дискретного наведения летательных аппаратов, обоснованием требований к обеспечивающей их полёт информации; результаты данных исследований были изложены в двух монографиях. Является одним из создателей теории навигации по геофизическим полям. Среди его работ имеются исследования, лёгшие в основу крупномасштабных разработок систем управления нового вида стратегического оружия — крылатых ракет воздушного, морского и наземного базирования, что способствовало его быстрому и успешному созданию в СССР. С 1982 г. проводит исследования в новом направлении, соединяющем идеи навигации по геофизическим полям и стереофотограмметрии, а также в направлении цифровой обработки изображений, автоматического обнаружения и распознавания малоразмерных объектов методом дистанционного зондирования поверхности Земли.

### Научные труды
Автор более 200 научных трудов. Член редколлегии журнала «Известия РАН. Теория и системы управления».

#### Основные книги
- Белоглазов И. Н. Исследование переходных функций в системах автоматического управления методом стандартного расположения корней характеристического уравнения / И. Н. Белоглазов. — [Москва] : Акад., 1959. — 59 с. : ил.; 24 см. — (Труды Краснознамённой ордена Ленина Военно-воздушной инженерной академии им. профессора Н. Е. Жуковского; Вып. 724).
- Белоглазов И. Н., Тарасенко В. П. Корреляционно-экстремальные системы — М.: Сов. радио, 1974. — 392 с.
- Научно-методические материалы по исследованию алгоритмов корреляционно-экстремальных систем / Под ред. И. Н. Белоглазова ; Воен.-воздуш. инж. акад. им. проф. Н. Е. Жуковского. ВВИА. — [Москва] : [б. и.], 1975, вып. дан. 1976. — 151 с. : ил.
- Красовский А. А., Белоглазов И. Н., Чигин Г. П. Теория корреляционно-экстремальных навигационных систем / А. А. Красовский, И. Н. Белоглазов,. — Москва : Наука, 1979. — 447 с. : ил.;
- Белоглазов И. Н., Джанджгава Г. И., Чигин Г. П. Основы навигации по геофизическим полям / Под ред. А. А. Красовского. — М. : Наука, 1985. — 327, [1] с.
- Машиностроение: энциклопедия в 40 томах. Том 1-4 Автоматическое управление. Теория. Красовский А. А., Попов Е. П., Астапов Ю. М., Белоглазов И. Н., Буков В. Н., Бутковский А. Г., Володин В. В., Емельянов С. В., Желтов С. Ю., Земляков С. Д., Казаков И. Е., Коровин С. К., Красильщиков М. Н., Крутько П. Д., Малышев В. В., Медведев В. С., Огинский А. А., Рутковский В. Ю., Себряков Г. Г., Семенов А. В. и др.; под ред. Е. А. Федосова. — Москва : Машиностроение, 2000[3]. — 688 c.; ISBN 5-217-02817-3
- Белоглазов И. Н., Казарин С. Н., Косьянчук В. В. Обработка информации в иконических системах навигации, наведения и дистанционного зондирования местности. — Москва : Физматлит, 2012. — 367 с. : рис., табл. — Библиогр.: с. 359—367. — ISBN 978-5-94052-220-1.

### Подготовка научных кадров
Подготовил доктора и более 30 кандидатов технических наук. Был членом докторского диссертационного совета факультета авиационного оборудования.

## Признание и награды
Иннокентий Николаевич Белоглазов удостоен званий
- Почётный профессор ВВИА имени профессора Н. Е. Жуковского (1989)
- Лауреата Государственной премии РФ (1993),
- Заслуженный деятель науки и техники РФ (1993)

Награждён орденом Красной Звезды и 11 медалями, в том числе отмечен:
- медалью им. П. Капицы (РАЕН),
- медалью академика М. В. Келдыша (от Федерации космонавтики)
- медалью академика С. П. Королёва.

И. Н. Белоглазов являлся академиком РАЕН, Академии навигации и управления движением, Международной академии наук Евразии